# Song Xiaobo
Song Xiaobo (förenklad kinesiska: 宋晓波; traditionell kinesiska: 宋曉波; pinyin: Sòng Xiǎobō), född den 1958 i Peking, Kina, är en kinesisk basketspelare som var med och tog OS-brons 1984 i Los Angeles. Song har även varit med och vunnit fyra asiatiska mästerskap i basket.